# 莫雷斯
莫雷斯（義大利語：Mores），是意大利萨萨里省的一个市镇。总面积95.08平方公里，人口2002人，人口密度21.1人/平方公里（2009年）。ISTAT代码为090042。

## 友好城市
- 義大利圣朱莱塔